# Rlewci (gmina Wełes)
Rlewci (mac. ’Рлевци) – wieś w centralnej Macedonii Północnej, administracyjnie i terytorialnie należąca do gminy Wełes. W 2002 roku liczyła 18 mieszkańców.
Według danych ze spisu powszechnego przeprowadzonego w 2002 roku, Rlewci zamieszkiwało 18 osób deklarujących następującą narodowość: 
- Macedończycy – 18 (100%)